# 薩摩切子

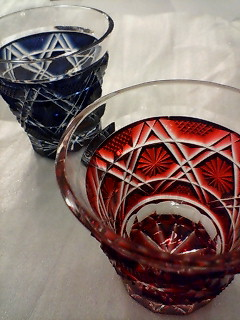
薩摩切子の冷酒グラス

薩摩切子（さつまきりこ）は、薩摩藩が幕末から明治初頭にかけて生産したガラス細工・カットグラス（切子）である。薩摩ガラス・薩摩ビードロとも呼ばれた。現在は復刻生産されている。

## 歴史
長崎等から伝来した外国のガラス製造書物を元に江戸のガラス職人を招くなどして第10代薩摩藩主島津斉興によって始められ、11代藩主島津斉彬が集成館事業の一環とした。安政5年（1858年）、オランダの医師ポンペ・フォン・メールデルフォールトが鹿児島を訪れてガラス工場を見学したが、100人以上がそこで働いていたと記している。
大変に先進的な品で斉彬もこれを愛好し、大名への贈り物に用いられたり篤姫の嫁入りの品ともなったが、斉彬の死後は集成館事業の縮小や薩英戦争時にイギリス艦艇による集成館砲撃で被害を受け、幕末維新から西南戦争へ至る動乱もあってその技術は明治初頭で途絶えている。その職人や技術は、東京のガラス（江戸切子等）や大阪（天満切子）へと渡っている。一方、万延元年（1860年）以降、薩摩と交流のあった硝子師が萩で制作した可能性のあるものや、明治5年（1872年）から明治10年（1877年）にかけて市来四郎の開物社で制作されたと類推される作品もあり、これらも薩摩切子と称される事が多い。ただし、「薩摩切子」は単に薩摩国で作られた切子というより、薩摩藩によって作られた格別の切子という意味合いが強く、開物社製のものは「薩摩系切子」として区別すべきだとする意見もある。
当時の薩摩切子は現存するものは大変に少なく、現存数は200点程度と言われる。そのため貴重で、骨董として高価で取引されている。現在のものでも、高いもので300万円を超えることがある。まとまったコレクションとしては、サントリー美術館に彫刻家・朝倉文夫旧蔵品を中心に40点以上所蔵されている。
2013年11月12日放送分のテレビ東京系バラエティ番組『開運!なんでも鑑定団』では「薩摩切子の鉢」の触れ込みで鑑定依頼が出され、本物と認定された上で2000万円の価格価値が証明されている。

## 特徴・江戸切子との違い
同時期の江戸切子との違いは、江戸切子が透明・無色な硝子（透きガラス）に細工を施したものなのに対し、薩摩切子はより細かい細工（籠目紋内に魚子紋等）や色被せと呼ばれる表面に着色ガラス層をつけた生地を用いたものが多く、またホイールを用いた加工の有無が挙げられる。薩摩切子はヨーロッパのカットガラスに範を取り、色被せの技法はボヘミアガラスや乾隆ガラスから学んだもののようであるが、現在に伝わる当時の品には日本的な繊細さが見られる。
近年の研究によって無色の薩摩切子(透きガラス)という区分が整理され、新たな品も発見されている。
色被せの薩摩切子の特徴として特にその色の層の厚さがあり、これに大胆な切子を施す事によって切子面に色のグラデーションが生まれる。これが色被せ薩摩の特徴で「ぼかし」と呼ばれるものである。

## 復刻と現在
1985年（昭和60年）代以後に薩摩切子の復刻が試みられ、各地のガラス工場・職人・研究家等の協力もあって成功した。
1989年（平成元年）、島津家の島津興業 監修・直営の薩摩ガラス工芸に対して鹿児島県伝統的工芸品認定がなされた。（技術が継続しておらず復刻生産の為、国の伝統的工芸品には認定されない。）
現在は現存する古い薩摩切子を忠実に再現した復元・復刻物や、その特徴を踏まえた新たなデザインや色の製品や創作品も生産・販売されている。
後進の育成や展示会・デザインコンペ等への出品も行われており、また助成金による支援（薩摩びーどろ工芸）や、NHK大河ドラマ「篤姫」のオープニングにも用いられる（薩摩ガラス工芸）など、その認知を広めている。

## 産地
生産地は鹿児島県。素材となる色ガラス層の厚い被せガラス生地の生産や切子加工等までの製作・復刻が、前述の薩摩ガラス工芸のほか、薩摩びーどろ工芸等で行われている。
切子の加工は、色ガラス層がグラインダーを目視しにくくするため高度な技能を要する。一部は江戸切子職人に外注もされている。

## 参考事例
ここでは、薩摩切子と呼称されている関係品を参考事例として取り上げる。
この事例は、"鹿児島(薩摩)で生産"される切子という歴史や地域性、また地域ブランドとしての「薩摩切子」やその復刻品ではない。
かつて大阪府に存在した硝子食器問屋のカメイガラスが1980年代に大阪の切子加工職人らとともに薩摩切子の復刻商品化を試み、生産・販売を行った。同社は1990年代半ばに廃業。
現在はカメイガラスの倒産時の在庫や流通品、また販売・制作に関わった問屋・下請けの切子職人が「薩摩切子」として、あるいは薩摩切子の復刻に関わった経歴を踏まえた商品販売や作家活動・教室を行っている。